# Tabanidae
Obadi (Tabanidae) porodica su snažnih i jakih dvokrilaca široke glave i velikih sastavljenih očiju. Usni organi su prilagođeni za bodenje kao vodoravno ispružena sisaljka kojim sisaju krv. Leti napadaju stoku. Njihov ubod je bolan, a oteklina se zadržava po nekoliko dana.
Larve obada žive u vodi ili vlažnoj zemlji gde napadaju larve drugih insektata.
Najpoznatije su vrste goveđi obad koji je najveći dvokrilac na Balkanu i kišni obad koji je široko rasprostranjen, a živi na rubovima šuma.